# ローレンス・ヘイワース・ミルズ
ローレンス・ヘイワース・ミルズ（Lawrence Heyworth Mills、L. H. Mills、1837年 - 1918年1月29日）DD、MAは、オックスフォード大学のゼンド文献学またはペルシア語の教授。
ミルズはニューヨークでフィロ・L・ミルズとエリザベス・キャロライン・ケインの間に生まれた。バージニア州フェアファックス郡の学校とニューヨーク大学で学び、最終的に1887年にオックスフォードに移住した。
1887年、ミルズはアヴェスターのアヴェスター語文書の一つであるガーサーを英語に翻訳した。